# Biển nhân tạo

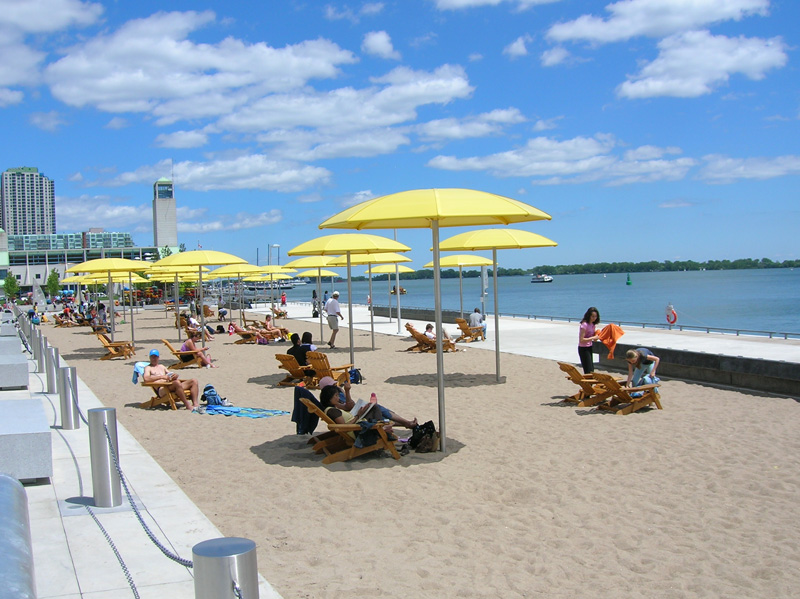
Bãi biển nhân tạo ở Công viên Hto

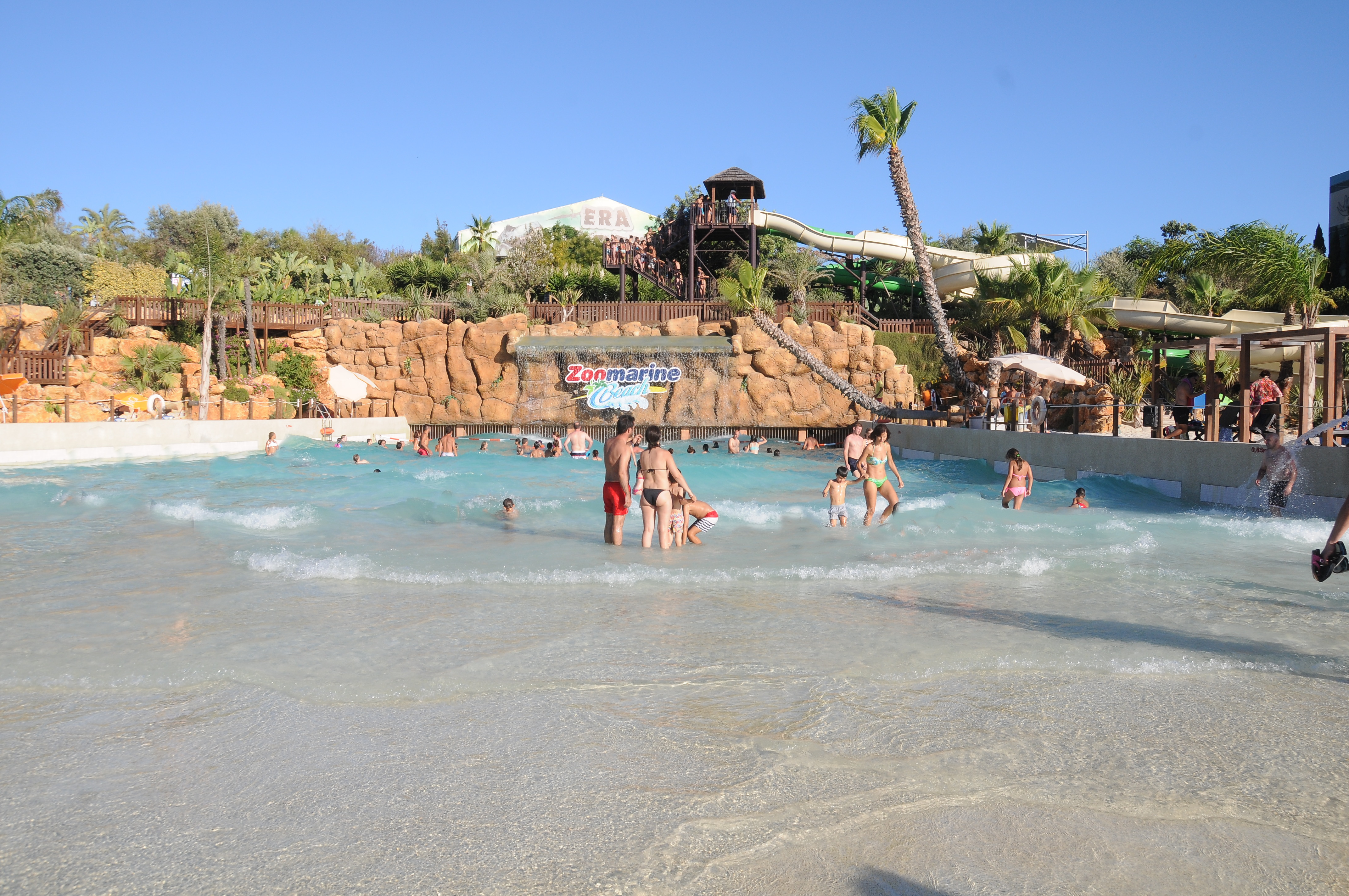
Biển nhân tạo ở Zoomarine, Bồ Đào Nha

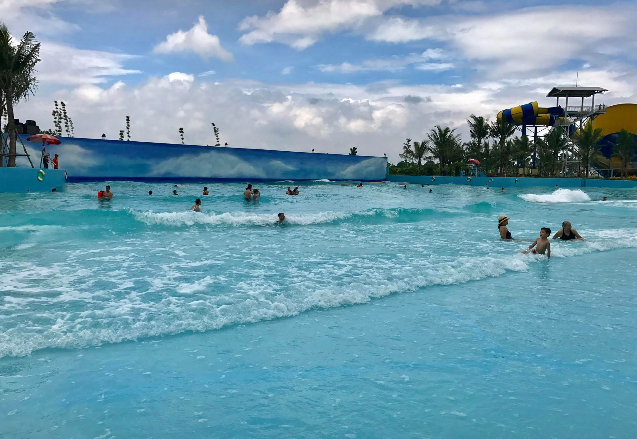
Sóng biển nhân tạo ở Việt Nam

Biển nhân tạo hay còn gọi là bãi biển đô thị (Urban beach) hay bãi biển thành phố (City beach) và đôi khi gọi là câu lạc bộ bãi biển (Beach club) là một môi trường nhân tạo được tạo ra trong bối cảnh đô thị mô phỏng bãi biển công cộng, thông qua việc sử dụng cát, hệ thống ô dù trên bãi biển và các yếu tố thiết kế chỗ ngồi. Các bãi biển đô thị được thiết kế để gây ngạc nhiên và thích thú cho người dân thành phố, công nhân và du khách bằng cách đưa bầu không khí bãi biển vào một khu đô thị mà lẽ ra sẽ là cảnh quan thành phố điển hình. Có rất nhiều biến thể của các bãi biển đô thị. Các bãi biển đô thị thường được tìm thấy dọc theo đường thủy, mặc dù một số được đưa vào quảng trường thị trấn hoặc các không gian khác cách xa nguồn nước. Bãi biển có thể được thiết kế theo mùa trên đường hoặc bãi đậu xe, hoặc có thể là cố định.
Bãi biển đô thị không nhất thiết phải là đất công mặc dù nó luôn mở cửa cho công chúng (đôi khi có một khoản phí vào cửa nho nhỏ). Vì không thể bơi trên sông hoặc biển nên nhiều bãi biển đô thị có các đặc điểm giải trí môi trường nước, ví dụ như đài phun nước, bể lội nước hoặc tháp phun sương để giải nhiệt. Một số bãi biển đô thị có khu vực giải trí hoặc ăn uống. Một số có các tiện nghi thể thao như môn bóng chuyền bãi biển, bóng đá bãi biển. Hầu hết các bãi biển đô thị được thiết kế để thu hút dân chúng nói chung, từ các gia đình, những người trẻ độc thân đến những người lớn tuổi. Mặc dù bãi biển đô thị có thể không có tiện nghi để bơi lội, đồ bơi thường được thấy cùng với trang phục thông thường hơn ở các trung tâm đô thị lớn. Sự phổ biến của các bãi biển đô thị tăng lên vào đầu thế kỷ XXI khi khái niệm này được các nhà quy hoạch đô thị, kiến trúc sư cảnh quan và các chính trị gia địa phương ủng hộ.

## Lịch sử
Các bãi biển đô thị tự nhiên nằm trên biển đã thu hút khách du lịch từ lâu, chẳng hạn như Copacabana ở Rio, bãi biển trung tâm của San Sebastián hay Bãi biển thành phố trong khu Stralsund. Tuy nhiên, nhiều bãi biển đô thị được người dân địa phương đặc biệt sử dụng để thư giãn. Một ví dụ điển hình cho điều này là bãi biển Barcola, nơi từng được kết nối với trung tâm Trieste bằng xe điện và bây giờ bằng xe buýt. Mọi người ở mọi lứa tuổi đều có cơ hội dành thời gian rảnh rỗi hoặc nghỉ trưa để tránh xa cái nóng của thành phố trong làn gió biển mát lạnh. Thậm chí còn có những cân nhắc để xây dựng lại bãi biển đầy cát ở Barcola, nơi phần lớn đã được xây dựng quá mức do xây dựng đường bộ vào thế kỷ XIX. Mặc dù nhiều thành phố đã thử nghiệm việc đổ cát tạm thời cho các lễ hội và dự án nghệ thuật khác nhau, khái niệm bãi biển đô thị hiện đại như một tiện nghi công cộng vào mùa hè ở giữa thành phố đã được phổ biến từ Paris-Plages, một chương trình về bãi biển đô thị theo mùa, việc đổ cát dọc theo Seine bắt đầu vào năm 2002 và đã đạt thành công rực rỡ.
Trong khi một số bãi biển đô thị ở châu Âu tuyên bố có trước Paris, tất cả các bãi biển được xây dựng kể từ đó đều chịu ảnh hưởng mạnh mẽ dưới các yếu tố thiết kế và quy hoạch của nó. Có những bãi biển đô thị mở cửa cho công chúng miễn phí hoặc vào cửa, không bao gồm các bãi biển nhân tạo hoàn toàn riêng tư, các bãi biển tự nhiên tồn tại trong khu vực đô thị, sân chơi, công viên nước chuyên dụng hoặc quảng trường đài phun nước có cảnh quan . Ở Việt Nam có nhiều khu vui chơi có bãi biển nhân tạo như Lạc Cảnh Đại Nam Văn Hiến có hạng mục biển Đại Nam được xây dựng trên diện tích gần 22 ha, tổng diện tích mặt nước 20.000m², chiều dài bờ biển 1,4 km. Biển có các bãi tắm, hệ thống tạo sóng nhân tạo có thể làm ra những con sóng cao 1,6m. Khu du lịch Văn hóa Suối Tiên có hạng mục biển Tiên Đồng - biển nhân tạo đầu tiên ở Việt Nam. Saigon Water Park (Công viên nước Sài Gòn) sở hữu nhiều hồ bơi chủ đề như biển nhân tạo, dòng sông lười, trượt ống xoắn. The Amazing Bay là công viên nước tọa lạc tại thành phố Biên Hòa, tỉnh Đồng Nai có hạng mục Bãi biển Thiên đường đạt kỷ lục "biển nhân tạo nước ngọt có diện tích lớn nhất Việt Nam", "biển nước ngọt có cột sóng nhân tạo cao nhất Việt Nam".